# Kungälv
Kungälv település Svédországban.

## Közlekedés
A településen halad át a Bohusbanan nevű vasútvonal.